# Pedrocortesella propinqua
Pedrocortesella propinqua är en kvalsterart som beskrevs av P. Balogh 1985. Pedrocortesella propinqua ingår i släktet Pedrocortesella och familjen Licnodamaeidae. Inga underarter finns listade i Catalogue of Life.